# Yliputaanjärvet (Gällivare socken, Lappland)
Yliputaanjärvet är en sjö i Gällivare kommun i Lappland och ingår i Kalixälvens huvudavrinningsområde.